# Neoniphon aurolineatus
Neoniphon aurolineatus is een straalvinnige vissensoort uit de familie van eekhoorn- en soldatenvissen (Holocentridae). De wetenschappelijke naam van de soort is voor het eerst geldig gepubliceerd in 1839 door Liénard.